# Trung tâm Huấn luyện Quốc gia Vạn Kiếp
Trung tâm Huấn luyện Quốc gia Vạn Kiếp (tiếng Anh: Van Kiep National Training Center, VKNTC) là một cơ sở đào tạo quân nhân Viễn thám của Bộ Tổng tham mưu Quân lực Việt Nam Cộng hòa, tồn tại từ 1962 đến 1975, tọa lạc tại địa phận Thị xã Bà Rịa, tỉnh Phước Tuy (nay là tỉnh Bà Rịa – Vũng Tàu).
- Bài ca chính thức: Vạn Kiếp quân trường ca[3].

## Lịch sử hình thành
Trung tâm Huấn luyện Quốc gia Vạn Kiếp do Tổng thống Ngô Đình Diệm ký quyết định thành lập vào ngày 1 tháng 1 năm 1962, ban đầu nhằm đào tạo lực lượng Viễn thám cho Quân lực Việt Nam Cộng hòa. Chỉ huy trưởng đầu tiên là Trung tá Vĩnh Lộc.

## Mục tiêu huấn luyện
Sau này, Bộ Tổng tham mưu và Tổng cục Quân huấn giao phó cho Trung tâm nhiệm vụ huấn luyện và đào tạo:
-Tân binh Chủ lực quân, Địa phương quân và Nghĩa quân thuộc Quân khu 3.
-Các khóa hạ sĩ quan Đặc biệt.
-Các khóa bổ túc và nâng cấp Chuyên môn C1, C2 và B1.
-Các khóa bổ túc quân sự và chiến thuật cho các cấp đơn vị Đại đội, Tiểu đoàn.
-Các khóa "Tác chiến trong rừng" (tương tự như khóa "Rừng núi sình lầy" của Quân trường Dục Mỹ) dành cho hạ sĩ quan và sĩ quan của các đơn vị Bộ binh và Địa phương thuộc Quân khu, để có thêm kinh nghiệm ngoài chiến trường.
-Các khóa lấy Chứng chỉ Trung đội trưởng dành cho hạ sĩ quan và Chứng chỉ Đại đội trưởng dành cho sĩ quan, để có kinh nghiệm trong việc chỉ huy và điều động cấp Trung đội, Đại đội.
Trung tâm đã tròn trách vụ được giao phó đến ngày 26/4/1975 thì chấm dứt nhiệm vụ và giải tán.

## Chỉ huy trưởng qua từng thời kỳ
| Stt | Họ và Tên                                         | Cấp bậc  | Tại chức        | Chú thích                                                                                   |
| --- | ------------------------------------------------- | -------- | --------------- | ------------------------------------------------------------------------------------------- |
| 1   | Vĩnh Lộc Võ bị Lục quân Pháp                      | Trung tá | 01/1962-12/1963 | Sau cùng là Trung tướng Tổng tham mưu trưởng Bộ Tổng tham mưu (28/4-29/4/1975)              |
| 2   | Nguyễn Văn Huấn Võ bị Đà Lạt K3                   | Trung tá | 12/1963-05/1965 | Sau cùng là Đại tá Chỉ huy phó Trung tâm Huấn luyện Quang Trung                             |
| 3   | Lý Thái Như Võ bị Viễn Đông                       | Trung tá | 05/1965-03/1967 | Giải ngũ ở cấp Đại tá                                                                       |
| 4   | Lê Minh Quý Võ khoa Thủ Đức K2                    | Đại tá   | 03/1967-04/1971 | Sau cùng biệt phái qua Tổng nha Cảnh sát Quốc gia, giữ chức vụ Đại tá Chánh Thanh tra       |
| 5   | Võ Văn Ba Võ bị Đà Lạt K5                         | Đại tá   | 04/1971-08/1972 | Sau cùng là Đại tá trong Uỷ ban Quân sự 4 bên                                               |
| 6   | Trần Cửu Thiên Võ bị Địa phương Nam Việt Vũng Tàu | Đại tá   | 08/1972-02/1975 | Sau cùng là Đại tá Phụ tá Tư lệnh Quân đoàn II, đặc trách Bình định & Phát triển Quân khu 2 |
| 7   | Nguyễn Bá Thịnh Võ bị Đà Lạt K8                   | Đại tá   | 02/1975-04/1975 | Chỉ huy sau cùng (Nguyên Đại tá Trung đoàn trưởng Trung đoàn 52 thuộc Sư đoàn 18 bộ binh)   |

## Liên kết
- III Corps tactical zone, Republic of Vietnam
- Tet 1968 Phuoc Tuy
- My way - Vietnam
- DAY 3: 18 APRIL 1971, RECOVERY OF BODIES OF ALBERTSON AND BLAKHURST Lưu trữ ngày 24 tháng 3 năm 2012 tại Wayback Machine
- A brief history of the Australian Forces in Vietnam
- ARVN Rangers Lưu trữ ngày 7 tháng 2 năm 2013 tại Wayback Machine